# コンコード (軽巡洋艦)
コンコード (USS Concord, CL-10) は、アメリカ海軍の軽巡洋艦。オマハ級軽巡洋艦の1隻。艦名はマサチューセッツ州の都市コンコードに因む。その名を持つ艦としては4隻目。

## 艦歴
コンコードはペンシルベニア州フィラデルフィアのウィリアム・クランプ・アンド・サンズ社で起工し、1921年12月15日にH・バタリックによって進水した。1923年11月3日に艦長O・G・マーフィン大佐の指揮下で就役する。
1923年11月23日から1924年4月9日まで処女航海を行ったコンコードは地中海の港を訪問、スエズ運河を通過し喜望峰を回ってカリブ海で艦隊演習を行った後フィラデルフィアに帰還した。偵察艦隊駆逐艦分艦隊の司令官旗艦としてカリブ海を巡航し、パナマ運河を通過して1924年と25年にはハワイ諸島で演習を行う。大西洋での作戦活動を継続し、1927年6月4日には米国大統領カルビン・クーリッジによる観閲式に参加した。
戦闘艦隊第3巡洋艦分艦隊の司令官旗艦としてコンコードは、1932年の前半を母港であるサンディエゴを拠点として太平洋を巡航し、1934年にはパナマ運河地帯およびカリブ海での演習を行った。1935年9月30日および1938年7月12日には大統領フランクリン・ルーズベルトによる観閲式に参加し、ハワイ海域、パナマ運河地帯、アラスカでの艦隊演習を行う。1938年から39年にかけて東海岸で作戦活動に従事した後、コンコードは太平洋での活動に戻り、1940年4月1日からは真珠湾を拠点として訓練に従事した。
アメリカ合衆国が戦争に突入したとき、コンコードはサンディエゴでオーバーホールの途中にあり、作業は1942年2月に完了した。南東太平洋部隊に配属されたコンコードはソシエテ諸島のボラボラ島に向かう船団の護衛任務、パナマ運河地帯での演習、南アメリカ沿岸と南東太平洋の島々の巡航に従事し、時折旗艦任務に従事した。
1943年9月5日から11月24日にかけてコンコードは、リチャード・E・バード少将が座乗し南東太平洋の島々における防衛および商用飛行の可能性の調査任務に従事した。この巡航中にガソリンの爆発事故が発生し、副長を含む22名が死亡、大きく損傷したためパナマのバルボア港で修理が行われた。
修理は1944年3月に完了し、コンコードは北方に向けて出航、エイダックで4月2日に北太平洋部隊に合流した。第94任務部隊の旗艦として、コンコードは千島列島に対する砲撃部隊に加わり、終戦まで継続した砲撃任務に参加、日本軍基地を破壊した。日本軍の北方航路を攻撃し、コンコードはいくつかの小型艇を撃沈した。1944年8月25日には部隊の駆逐艦が日本軍の船団に対して攻撃を行った。
終戦後の1945年8月31日にコンコードはエイダックを出航し、9月8日から14日まで日本の大湊で占領部隊の上陸を支援した。その後真珠湾、パナマ運河地帯、ボストンを経由してフィラデルフィアに到着、1945年12月12日に退役し、1947年1月21日に売却された。
コンコードは第二次世界大戦の戦功で1個の従軍星章を受章した。